# Şekerpare
Şekerpare es un postre o factura popular de la gastronomía de Turquía.
Para su preparación se amasa una pasta a base de harina y almendra, con la pasta se preparan bolitas que se cuecen al horno, y luego son empapadas en un espeso almíbar aromatizado con limón. 